# Condado de Maudes
El condado de Maudes es un título nobiliario español creado el 17 de abril de 1917 por el rey Alfonso XIII y concedido, con carácter vitalicio, en favor de Pedro Villar Hernáez, gran cruz de la Orden Civil de la Beneficencia, a petición de la Diputación Provincial de Jaén, que cursó una solicitud en ese sentido el 24 de noviembre de 1916.
Su denominación hace referencia a la hoy desaparecida aldea de Maudes, perteneciente al también desaparecido municipio de Chamartín de la Rosa, que dio origen a los actuales distritos madrileños de Chamberí y Chamartín.

## Condes de Maudes
|                           | Titular                   | Periodo                   |
| Creación por Alfonso XIII | Creación por Alfonso XIII | Creación por Alfonso XIII |
| ------------------------- | ------------------------- | ------------------------- |
| I                         | Pedro Villar Hernáez      | 1917-1941                 |
| Título extinguido         |                           |                           |

## Historia de los condes de Maudes
- Pedro Villar Hernáez, I conde de Maudes. Único titular al haber sido concedido con carácter vitalicio.